# Conflenti
Conflenti är en ort och kommun i provinsen Catanzaro i regionen Kalabrien i Italien. Kommunen hade 1 371 invånare (2018).